# Monte Solenne
Il Monte Solenne (1286 m) è un rilievo dell'Appennino umbro-marchigiano.

## Descrizione
Il monte è situato a est della provincia di Terni al confine con quella di Perugia. Fa parte dell'Appennino umbro-marchigiano. Fa parte della comunità montana della Valnerina e del parco fluviale del Nera. Domina i comuni di Ferentillo (TR) e Scheggino (PG).